# Божидар Максимовић
Божидар Максимовић (Кнић, 1. март 1886 — Београд, 18. јул 1969) је био српски и југословенски политичар, министар унутрашњих дела 1924—1927, просвете 1929—1932, правде 1932, без портфеља 1932, опет министар правде 1932—1934. и опет министар просвете 1939—1940.

## Биографија
Рођен је у селу Книћу поред Крагујевца, у свештеничкој породици. Гимназију је завршио у Крагујевцу, а Правни факултет у Београду. Као гимназијалац био је члан ђачке дружине „Подмладак“, а као студент члан омладинског клуба „Словенски југ“.
Радио је као судски писар у Смедереву и Београду, а за време Првог светског рата био је коњички потпоручник. Сведочио је на Фридјунговом процесу у Загребу 1909, а касније и на Солунском процесу 1917. године. После рата био је писар у Министарству правде, секретар Министарства грађевина, па шеф одсека Министарства саобраћаја и шеф кабинета министра саобраћаја. Након што је дао оставку на државну службу отворио је адвокатску канцеларију.

### Политичка каријера
У Народној радикалној странци обављао је више функција, а између осталог био је члан Главног одбора странке од 1919. За народног посланика биран је у готово без прекида од 1923. до 1940. године. Министар унутрашњих послова био је у влади Николе Пашића од 1924. до 1926, као и у влади Николе Узуновића 1926-1927. Због политике „чврсте руке“ добио је надимак Божа Кундак. Више пута је силом гушио радничке штрајкове и студентске демонстрације. Важио је за дворског радикала и брутално се обрачунавао са противницима монархије и централистичког уређења државе. Био је близак краљу Александру Карађорђевићу и под његовим утицајем вршио је притисак на хрватске политичаре у влади, а унутар странке био је опозиција Николи Пашићу. На његов предлог крајем 1924. г. забрањен је рад Хрватске републиканске сељачке странке (ХРСС), након што се она придружила Сељачкој интернационали у Москви. Спровео је и хапшење Стјепана Радића јануара 1925. Опозиција, коју су чиниле Демократска странка, Југословенска муслиманска организација и ХРСС, тражила је 1926. његову смену због сурових полицијских метода, а ХРСС је 1927. године подигла оптужницу против њега због полицијског насиља, али је оптужба одбачена већином гласова.
У време Шестојануарске диктатуре био је министар просвете у првој и другој влади Петра Живковића (1929-1931 и 1931-1932). У наредним владама Петра Живковића, Војислава Маринковића и Николе Узуновића од 5. јануара 1932. до 5. децембра 1934. године био је министар правде, а у влади Милана Сршкића министар без портфеља од 3. јула до 5. новембра 1932. године. После смрти Александра Карађорђевића противио се именовању намесника, сматрајући његов тестамент фалсификатом. На изборе 1935. изашао је као радикалски дисидент са својом листом кандидата Југословенска национална странка, али није прешао цензус. У владу Драгише Цветковића ушао је као министар просвете од 26. августа 1939. до 29. јуна 1940. када је поднео оставку. Као противник Тројног пакта 1941. године одбио је да уђе у владу генерала Душана Симовића.
После Априлског рата 1941. побегао је прво на Крит, затим у Египат и Сједињене Америчке Државе. До пензије је радио у Конгресној библиотеци у Вашингтону, а затим је прешао у Швајцарску. Пред крај живота вратио се у Београд, где је и преминуо 1969. године.

## Извори и литература
- Fogelquist, Alan (2011). Politics and Economic Policy in Yugoslavia, 1918-1929. Lulu.com. ISBN 978-1-257-94299-2.
- Максимовић Божидар, у : Српски биографски речник 5, Кв-Мао, Нови Сад 2011.
- Максимовић Божидар, у : Енциклопедија српског народа, Београд 2008.
- Максимовић Божидар, у : Станоје Станојевић, Енциклопедија српско-хрватско-словеначка, II књига, И-М, Београд 1927.
- M. Stojadinović, Ni rat, ni pakt, Buenos Aires, 1963.
- T. Stojkov, Vlada Milana Stojadinovića (1935-1937), Institut za savremenu istoriju, Beograd 1985.
- М. Перишић, Министарство и министри полиције у Србији 1811-2011, Београд (2002). стр. 308–309.